# پاله وراگاما
پاله وراگاما (به لاتین: Palle Weragama) یک منطقهٔ مسکونی در سری‌لانکا است که در استان مرکزی (سری‌لانکا) واقع شده‌است.